# 辛西婭·雅代-魯賓遜
辛西婭·雅代-魯賓遜（英語：Cynthia Addai-Robinson，1985年1月12日—），英美女演員，以演出DC漫畫改編劇集《綠箭俠》中的阿曼達·華勒和《斯巴達克斯》中的妮維雅兩角而知名。自2016年起，她亦主演了電視劇《狙擊生死線》，飾演女主角之一的納丁·孟菲斯。2022年，雅代-魯賓遜於電視劇《魔戒：力量之戒》飾演塔爾-密瑞爾。

## 外部連結
- 辛西婭·雅代-魯賓遜在互联网电影资料库（IMDb）上的資料（英文）
- 辛西婭·雅代-魯賓遜的Facebook專頁